# Спасовка
Спа́совка (каз. Спасов) — село у складі Єсільського району Північноказахстанської області Казахстану. Адміністративний центр Спасовського сільського округу.
Населення — 135 осіб (2021; 465 у 2009, 731 у 1999, 1066 у 1989).
Національний склад станом на 1989 рік:
- українці — 36 %;
- казахи — 27 %;
- росіяни — 26 %.